# Eubalichthys
Eubalichthys es un género de peces de la familia Monacanthidae en el orden de los Tetraodontiformes.

## Especies
Las especies de este género son:
- Eubalichthys bucephalus (Whitley, 1931)
- Eubalichthys caeruleoguttatus Hutchins, 1977
- Eubalichthys cyanoura Hutchins, 1987
- Eubalichthys gunnii (Günther, 1870)
- Eubalichthys mosaicus (Ramsay & Ogilby, 1886)
- Eubalichthys quadrispinis Hutchins, 1977